# Divlji svijet Kostarike
Divlji svijet Kostarike obuhvaća sve životinje, biljke i gljive, koje obitavaju u Kostariki.
Kostarika ima jako veliku raznolikost biljnog i životinjskog svijeta, velikim dijelom zbog svog zemljopisnog položaja između Sjeverne i Južne Amerike, tropske klime i velike raznolikosti staništa. Ima više od 500 000 vrsta, što je gotovo 4% ukupnih procijenjenih vrsta u svijetu, što čini Kostariku jednom od 20 država s najvećom bioraznolikosti u svijetu. Od tih 500 000 vrsta, nešto više od 300 000 su kukci.
Jedan od glavnih uzroka biološke raznolikosti Kostarike je činjenica, da ona zajedno s Panamom, čini "most" koji povezuje sjever i jug američkih kontinenata i to još od prije oko 3-5 milijuna godina. To je omogućilo, da se vrlo različita flora i fauna s dva kontinenta pomiješa.
U Kostariki ima mnogo životinjskih vrsta koji su endemi i ne pojavljuje se nigdje drugdje kao što su razne vrste: žaba, zmija, guštera, ptica, miševa i mnogih drugih.